# Prisunic
Prisunic, appelée familièrement Prisu, est une ancienne chaîne française de magasins populaires et de commerce de proximité, dont les enseignes étaient généralement situées en centre-ville.
Cette marque a été lancée le 1er décembre 1931 par les magasins du Printemps. Implantée essentiellement en France et dans quelques autres pays, elle a disparu en 2003 mais reste très symbolique dans les mémoires des gens du fait que l'on y trouvait tout.

## Histoire
À la fin de l'année 1931, Pierre Laguionie, actionnaire majoritaire des grands magasins du Printemps implantés à Paris, décide de créer la chaîne de magasins Prisunic afin de concurrencer la chaîne de magasins Uniprix, créée en 1928 par les Nouvelles Galeries. 

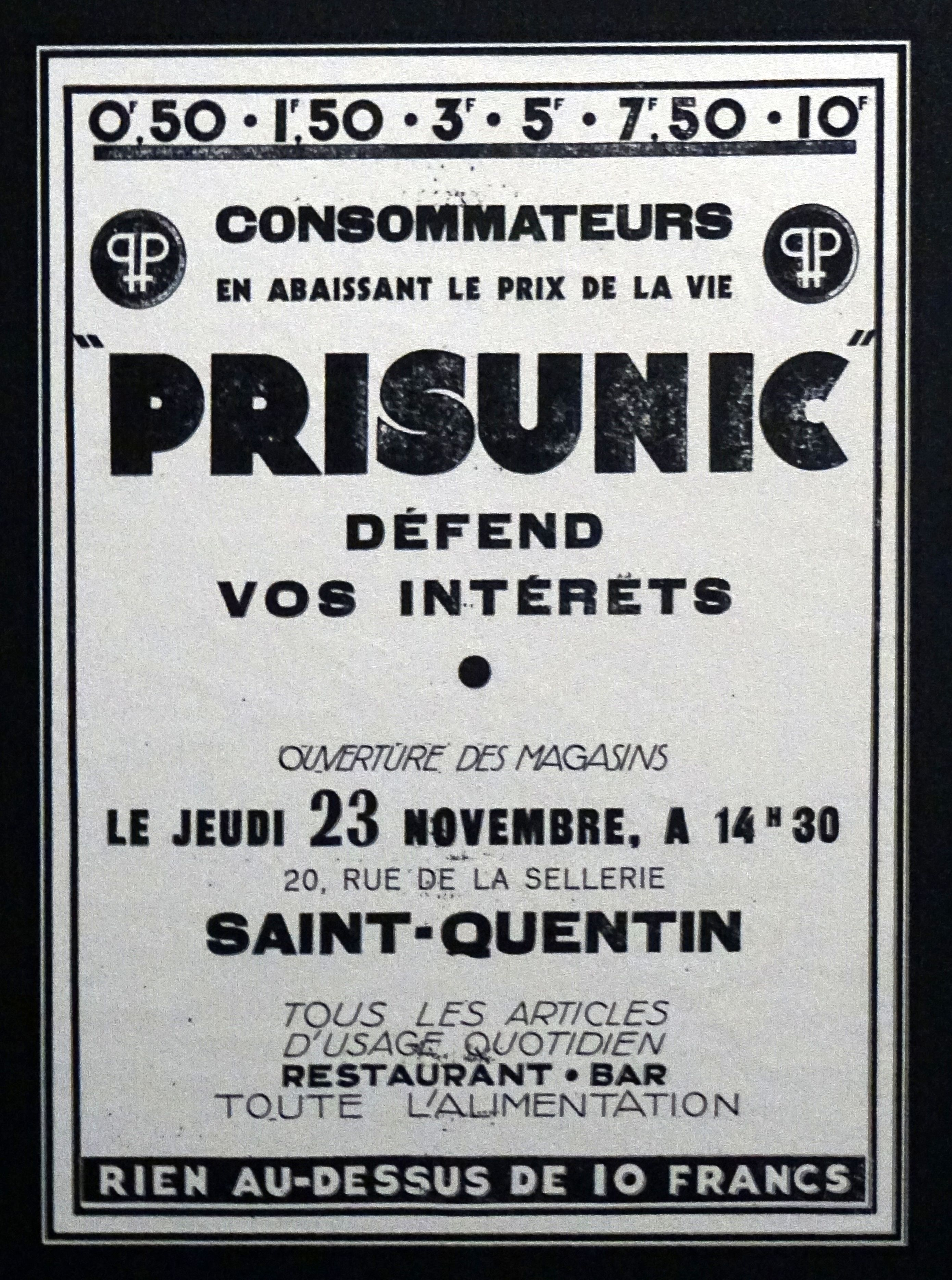
Affiche informant de l'ouverture du magasin Prisunic de Saint-Quentin, en 1933.

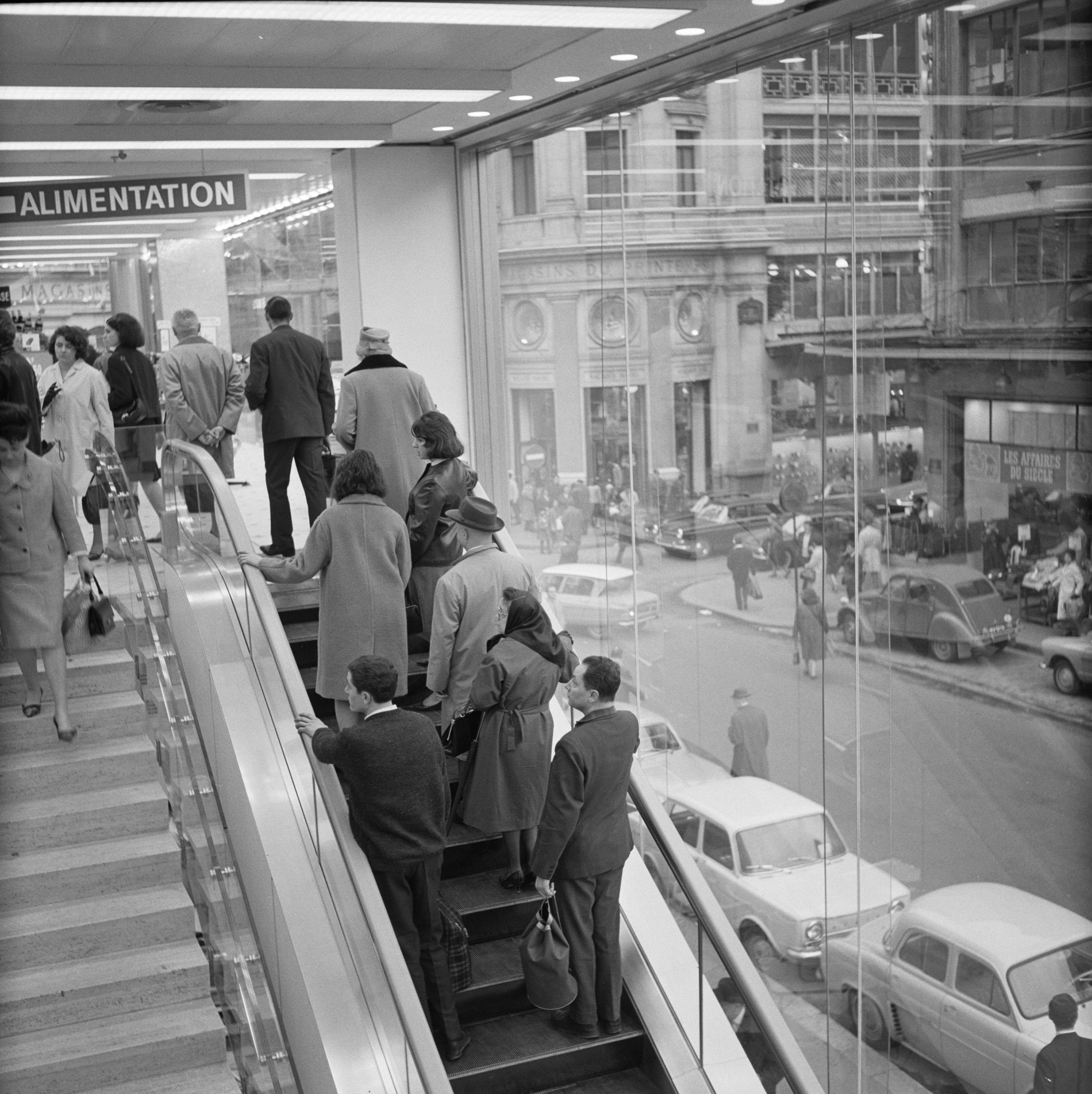
Vue, en 1965, de l'intérieur du Prisunic de la rue de Caumartin à Paris, qui fut historiquement la première implantation de l'enseigne, à proximité du Printemps Haussmann du même groupe. Les bâtiments de celui-ci sont d'ailleurs visibles à travers les larges baies vitrées du magasin. Photographie : Willem van de Poll.

Le but de Prisunic est de proposer une gamme de « prix bon marché pour des produits d’usage courant non alimentaires pour l’essentiel, avec de l’épicerie, des confiseries et quelques produits frais ». Dès son lancement, l'enseigne connaît un grand succès populaire, malgré une polémique qui gagnera la sphère politique qui subit la pression des exploitants du commerce traditionnel inquiets de cette concurrence qu'ils considèrent comme déloyale.
Le succès des premiers magasins entraîne la création de l’affiliation, ancêtre de la franchise commerciale. Le commerçant affilié bénéficie du nom et des services de la centrale d’achat grâce à la SAPAC, créée en 1934.
En 1958, la styliste Andrée Putman devient directrice artistique de Prisunic. Au début des années 1960, aidée de Denise Fayolle, l'enseigne popularise le prêt-à-porter, alors naissant en France. En 1965, Jean-Pierre Bailly dessine le nouveau logotype de Prisunic : une cible fleurie en son centre.
Prisunic se lance également en 1968 dans la vente sur catalogue de mobilier, luminaires et vaisselle, dans un design contemporain, avec notamment comme designers Terence Conran, Olivier Mourgue, Marc Held, Marc Berthier, ou encore Danielle Quarante. Un des exemples qui inspire cette expérience est Ikea qui s'est lancé dans la vente par correspondance de mobilier dès la décennie précédente. L'accueil est encourageant mais les stocks fabriqués sont très réduits. Cette expérience s'arrête dès 1976.
L'enseigne, qui compte en 1970 plus de 350 magasins en France, n'en compte plus que 132 en 1997.
Prisunic est acheté en 1997 par l'entreprise Monoprix. Les magasins, pour certains largement déficitaires, sont démantelés et intégrés au réseau des magasins à l’enseigne Monoprix. La dissolution totale de la société est prononcée en 2002. Le dernier établissement à l'enseigne Prisunic ferme ses portes à Noisy-le-Sec en 2003.
Le siège de l'entreprise était situé dans le complexe des tours du Pont-de-Sèvres (dénommée Tours Citylights, depuis 2016) qui domine le pont de Sèvres à Boulogne-Billancourt, non loin de l'ancien siège des usines Renault.

## Prisunic dans la culture populaire
En France, à l'instar de « l'ouvrier de chez Renault », la « caissière du Prisunic » a symbolisé dans le langage courant le prolétaire type. Le nom de l'enseigne, Prisunic, est un exemple emblématique de la société de consommation française née des Trente Glorieuses. L'enseigne est appelée familièrement « Prisu ».

### Au cinéma
Dans le film Antoine et Antoinette, réalisé par Jacques Becker et sorti sur les écrans en 1947, Antoinette (Claire Mafféi) est une employée du photomaton dans le Prisunic des Champs-Élysées, à Paris.

### Dans la littérature
La marque est quelquefois citée dans des ouvrages littéraires empreints de nostalgie, tel que Libraire, corps et âmes du politologue français Dominique Reynié.
Le roman de Roger Grenier intitulé Ciné-roman, prix Femina en 1972 et paru aux éditions Gallimard, évoque Christine qui « trouve du travail comme vendeuse chez Prisunic ».

### Dans la bande dessinée
Dans la première édition de Coke en Stock, dix-neuvième album des Aventures de Tintin, œuvre d'Hergé parue en 1958, le capitaine Haddock déguisé, après avoir été découvert par une femme au niqab noir qui s'est adressée à lui en arabe, lui rétorque dans un accès de colère : « Pourriez pas parler français comme tout le monde, espèce de Fatima de prisunic ?! » Ayant été jugée xénophobe, cette phrase fut remplacée à partir de 1967 par : « Pourriez pas parler français comme tout le monde, espèce de bayadère de carnaval ?! ».

### Dans la chanson
La « caissière du Prisunic » et plus généralement l'enseigne Prisunic ont été évoquées dans les paroles de certaines chansons.
Dans les années 1950, Bourvil est le premier interprète connu à évoquer la marque Prisunic dans sa chanson humoristique En Nourrice, sortie en 1952.
En 1959, la chanson Le Temps des cacahuètes, écrite par Claudine Garan et interprétée par Juliette Gréco et Lucette Raillat, est une des premières œuvres à évoquer l'enseigne de façon assez favorable et déjà nostalgique :

« On courait dans les rues en s'tenant la main,

On dévorait des yeux tous les beaux magasins ;

On n'osait pas entrer, sauf dans les "Prisunic"

Où on peut se prom'ner mêm' si on n'est pas chic. »

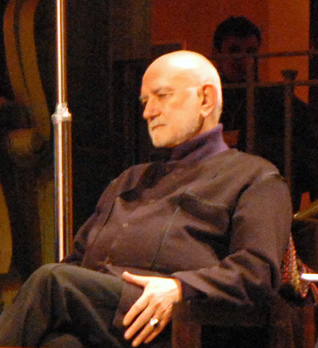
En 1967, Henri Gougaud écrit une chanson sur les magasins Prisunic.

En 1967 la chanson Prisunic, écrite par l'écrivain et poète Henri Gougaud, composée et interprétée par Jean Ferrat, sur l'album À Santiago sort chez les disquaires. Le texte évoquant l'enseigne est moins complaisant que dans la chanson précédente et dénonce les méfaits de la société de consommation :

« Prisunic aux soleils d'aluminium tout gris ;

La musique vous prend dans ses douces volutes ;

Prisunic Prisunic vos néons sont fleuris ;

Paraît que le nylon ça brûle en deux minutes. »

Dans la chanson Les Antimémoires, écrite par Bernard Lavilliers et sortie sur l'album Le Stéphanois en 1975, le chanteur annonce de façon amère « J'aurai dans peu de temps ma gloire de Prisunic. »
En 1980, la chanson Machine à laver le groupe groupe de rock à tendances punk français Starshooter cite la marque au début du premier couplet : « cafetière électrique, supermarché, Prisunic / c'est le savoir-vivre du garçon des 80's. » La même année, dans la chanson On s'ennuie, écrite par Alain Souchon et sortie sur l'album Rame, le chanteur dénonce la marque en deux vers en clamant que « La musique Prisunic, c'est détergent / Ça sert aux gens d'argent et même aux agents. »
Les paroles de la chanson Musique vieille, écrite et composée par Gérard Presgurvic, interprétée par Patrick Bruel et sortie sur l'album De face en 1986, mentionnent un « Chopin d'Prisunic, Mozart de bazar. » L'année suivante, la chanson Guitarist, écrite par Charlélie Couture et sortie sur l'album Solo Boys, le personnage « jette un r'gard ironique sur les chanteurs de Prisunic. » En 1988, selon les paroles de la chanson Poupée psychédélique de l'auteur-compositeur-interprète Thierry Hazard, la dite poupée « fait ses courses chez Prisunic. » La même année, dans la chanson Allongés sous les vagues, parue dans l'album Putain de camion, le chanteur Renaud évoque un « string clouté Prisunic ». En 1991, les paroles de la chanson parodique des Inconnus C’est toi que je t’aime évoquent par deux fois Prisunic : « Y a pas plus gros que Monique / Qu'est caissière à Prisunic » et « J'suis capable pour faire du fric / D'être caissier à Prisunic. »
Dans les années 2000, on note La Fille au Prisunic, chanson du répertoire d'Adrienne Pauly, dans l'album Adrienne Pauly sorti en 2006, et, en 2016, la chanson de The Limiñanas titrée simplement Prisunic, sur leur album Malamore.

### Dans la promotion de l'art
Le peintre et sculpteur français Martial Raysse annonce lors de sa période « Pop », dans les années 1970 que les Prisunic sont « les nouveaux musées de l’art moderne ».
Fait original et novateur, sur le plan culturel pour une chaîne de magasins dite « grand public », l'enseigne Prisunic a notamment vendu, en « libre service », entre 1967 et 1973, des lithographies signées d’artistes. Tout d'abord, au travers d'une première édition avec des créateurs tels que le peintre et graveur belge Pierre Alechinsky, cofondateur du mouvement artistique Cobra, ainsi que le peintre, graveur, sculpteur français Jean Messagier. Il est encore possible de retrouver dans les ventes aux enchères des œuvres lithographiques du peintre et plasticien franco-américain Arman, éditées et vendues par Prisunic. 
À la suite de ces premières ventes, une nouvelle édition entraîna d'autres artistes à participer à cette opération commerciale dénommée « Suites Prisunic ». On peut citer Christo, Max Ernst, Asger Jorn, Niki de Saint Phalle et Yasse Tabuchi. En 1973, le collectionneur et critique d’art Jacques Putman, initiateur de cette opération avec la chaîne de magasins, achète le stock des œuvres invendues pour ensuite créer la Société de diffusion d’œuvres plastiques et multiples (SDOPM).

### Dans les expositions ou collections muséales

#### Les années 1980
Du 15 juin au 29 août 1988, le centre national d'art et de culture Georges-Pompidou, à Paris, accueille une exposition intitulée « Prisunic, une expo des produits nouveaux ».
Cette exposition est présentée comme une « évocation de l’histoire de la création des magasins Prisunic au travers des grands moments économiques et culturels et les actions menées aux différentes époques. » L’exposition, à but promotionnel, fut liée au lancement d’une collection de papeterie par l'enseigne.

#### Les années 2000
Du 5 septembre au 30 novembre 2008, la galerie VIA, située dans le 12e arrondissement de Paris, organise l'exposition « Prisunic et le Design, une aventure unique » à l'occasion du 40e anniversaire du premier catalogue de vente par correspondance édité en 1968 par l'enseigne.
Du 22 au 25 novembre 2018, la Design Fair Paris, installée à l'Espace Champerret, organise l'exposition « Prisunic - Le beau au prix du laid », reprenant un slogan de l'enseigne et réunissant une centaine d’affiches, des posters et les catalogues de mobilier de la marque
Le musée des Arts décoratifs, à Paris, situé dans le pavillon de Marsan du palais du Louvre, réorganise ses locaux en 2018, en privilégiant une approche thématique et pluridisciplinaire. Au long du parcours de visite, des espaces d'exposition permanente présentent des objets sélectionnés dans les importantes collections du musée. Un de ces espaces est entièrement consacré à « Prisunic, un magasin au service du quotidien ». Une exposition temporaire consacrée à Prisunic et Monoprix est organisée de décembre 2021 à mai 2022 par le musée, intitulée «Le Design pour tous : de Prisunic à Monoprix, une aventure française».

### En politique et dans les médias
En juin 2010, la journaliste Laurence Ferrari procède à l'interview du président iranien, Mahmoud Ahmadinejad pour le journal télévisé de TF1 en portant un voile, ce qui entraîne les sarcasmes du chroniqueur Stéphane Guillon sur la station de radio France Inter. Celui-ci la traite de « Grace Kelly de Prisunic voilée »[réf. nécessaire].
Lors de sa campagne en vue des primaires des Républicains de 2016, Alain Juppé est interrogé sur le revenu universel dans l'émission Dimanche en politique sur France 3, et prend exemple sur « la vendeuse de Prisunic » pour illustrer son propos, alors que l'enseigne n’existe plus depuis 2003.

### Dans l'automobile
En 1983, la série spéciale de la LNA « Prisu », limitée à 600 exemplaires est distribuée par la marque automobile Citroën en partenariat avec la chaîne de magasins. Cette petite voiture urbaine est inspirée de la Peugeot 104 coupé.